# Micky Epic
Micky Epic, in den Vereinigten Staaten als Epic Mickey veröffentlicht, ist ein Action-Adventure-Plattform-Videospiel, das von Junction Point Studios entwickelt und von Disney Interactive Studios für die Wii veröffentlicht wurde. Es wurde im November 2010 in Nordamerika und PAL-Gebieten und im August 2011 in Japan von Nintendo herausgebracht. Im Mittelpunkt des Spiels steht Micky Maus, der versehentlich eine von Yen Sid für vergessene Charaktere und Konzepte geschaffene Welt beschädigt und sie retten muss. Im Spiel ist Oswald der lustige Hase zu sehen, eine von Walt Disney und Ub Iwerks geschaffene Figur, die ursprünglich Universal Pictures gehörte. Die Walt Disney Company kam 2006 in den Besitz der Figur. Micky Epic ist das erste Videospiel, in dem Micky und Oswald gemeinsam auftraten.
Micky Epic war Teil der Bemühungen von Disney, der Micky-Maus-Figur ein neues Image zu geben, indem man weniger Wert auf seine angenehme, fröhliche Seite legte und die schelmischeren und abenteuerlicheren Seiten seiner Persönlichkeit wieder einführte und ihn als epischen Helden darstellte. Regie führte Warren Spector, der bei dem Projekt mit den Walt Disney Animation Studios zusammenarbeitete. Das Spiel wurde im Oktober 2009 angekündigt, und im November 2010 veröffentlicht. Das Spiel erhielt gemischte Kritiken. Zu den Nachfolgern des Spiels gehören Micky Epic: Die Macht der 2 und Micky Epic: Macht der Fantasie.

## Spielweise
Micky Epic ist in erster Linie ein Plattformspiel und ermöglicht es den Spielern, ihre eigenen Lösungen zu verwenden, um durch die Level zu kommen. Es verfügt über ein Moralsystem, das Spielen wie Infamous, Spider-Man: Web of Shadows und Shadow the Hedgehog ähnelt. Abhängig von den Entscheidungen des Spielers werden verschiedene Allianzen, Nebenquests und Power-ups zur Verfügung gestellt. Es ist auch möglich, Mini-Bossen auszuweichen, wenn bestimmte Maßnahmen ergriffen werden. Die Spielwährung (E-Tickets) ist für diese Bosskämpfe wichtig.
Das Hauptmerkmal des Spiels ist ein magischer Pinsel, den Micky führt und der Objekte mit Farbe und Verdünner zeichnen oder löschen kann. Beispielsweise können Hindernisse mit Verdünner aus der physischen Existenz entfernt und dann mit Farbe wiederhergestellt werden, oder Feinde können durch Wiederbelebung mit Farbe befreundet oder mit dem Verdünner vollständig zerstört werden. Die beiden Flüssigkeiten haben kaum Auswirkungen auf die feindlichen Beetleworx, die physisch besiegt werden müssen. Micky ist auch in der Lage, Objekte aus Skizzen zu materialisieren, die verschiedene Effekte haben. Zwei der drei Skizzen, die Uhr und der Fernseher, verlangsamen die Zeit bzw. lenken Feinde ab. Beide Flüssigkeiten verfügen über begrenzte Reserven, was dem Spielprinzip ein strategisches Element hinzufügt: Spieler müssen Kompromisse eingehen, die sie verschiedene Aufgaben schwieriger oder einfacher zu bewältigen lassen. Allerdings füllen sich die Flüssigkeiten automatisch, aber langsam wieder auf, und in bestimmten Bereichen sind Power-ups verfügbar, die die Flüssigkeiten schnell wieder auffüllen. Micky kann in Wasteland auch Sammelnadeln finden. Bei den meisten handelt es sich um Anstecknadeln aus Bronze, Silber oder Gold, aber einige sind auch etwas Besonderes: zum Beispiel die Anstecknadel Art Appreciator oder Mean Street. Eine weitere nützliche Sache im Spiel ist eine Währung namens E-Tickets. Diese können gegeben oder entdeckt werden. Sie werden verwendet, um Questgegenstände, Konzeptzeichnungen, Anstecknadeln, Lebenspunkte oder Farb- bzw. Verdünnerauffüllungen zu kaufen.
Um zwischen Abschnitten des Wastelands zu reisen, durchquert Micky 2D-Side-Scrolling-Levels, die auf seinen oder Oswalds Cartoon-Kurzfilmen basieren (z. B. Trolley Troubles, Great Guns!, Oh What a Knight, Dornröschen und Fantasia sowie Steamboat Willie und Clock Cleaners).

## Inhalt

### Spielwelt
Das Spiel spielt im Wasteland, einer mit Stift und Papier stilisierten Welt, die in der Erzählung des Spiels vom Zauberer Yen Sid als Ort für „vergessene Dinge“ geschaffen wurde, nämlich vergessene oder obskure Disney-Figuren. Physisch ist es von Disneyland inspiriert und erscheint als kompliziertes Modell in Yen Sids Werkstatt. Das Hantieren mit Yen Sids Pinsel durch Micky Maus verursacht jedoch großen Schaden am Modell und verwandelt Wasteland in eine postapokalyptische Landschaft. Das Land wird vom Shadow Blot gequält, einem monströsen Wesen, das Micky versehentlich mit dem Pinsel erschaffen hat und lose auf Phantom Blot, Das Schwarze Phantom basiert, einem Gegenspieler von Mickys in den Comics von Floyd Gottfredson, sowie auf dem Mad Doctor.
Wasteland ist in mehreren Welten unterteilt, basierend auf verschiedene Standorte Disneylands und anderen Disney-Themenparks. Dark Beauty Castle basiert auf Sleeping Beauty Castle, Mean Street auf Main Street, U.S.A., wo Rudi Ross und Kater Karlo leben, obwohl im Spiel auch andere Inkarnationen von Kater Karlo auftauchen. The Gremlin Village ist von Fantasyland inspiriert und basiert hauptsächlich auf It’s a Small World. Der ikonische Glockenturm der Attraktion dient als erste Endgegner-Begegnung im Spiel. Mickeyjunk Mountain basiert auf den Matterhorn Bobsleds und ist voller Micky-Maus-Spielzeug und Merchandise. Weitere Schauplätze sind Bog Easy, basierend auf New Orleans Square, wo sich das Lonesome Manor befindet, basierend auf The Haunted Mansion, Ventureland, basierend auf Adventureland, Tomorrow City, basierend auf Tomorrowland, und OsTown, basierend auf Mickey’s Toontown, wo Klarabella Kuh lebt.

### Handlung
Aus Neugier betritt Micky Maus durch einen Spiegel in seinem Haus Yen Sids Werkstatt und entdeckt das Modell einer Disneyland-ähnlichen Welt, das Yen Sid für vergessene Dinge geschaffen hat, sowie das Werkzeug, mit dem sie erschaffen wurde – den magischen Pinsel. Während Micky mit dem Pinsel herumfummelt, um sein eigenes Selbstporträt anzufertigen, entsteht aus Versehen der Shadow Blot. In Panik versucht Micky schnell, das Monster auszuradieren, indem er Verdünner darauf schüttet. In der Hektik verschüttet er aber auch noch mehr Farbe auf das Modell. Als Micky sieht, dass Yen Sid sich nähert, versucht er schnell, das Chaos zu beseitigen, aber in seiner Eile verschüttet er wiederum Verdünner auf die Farbe und flieht zurück zu seinem Haus. Währenddessen dringt der Shadow Blot, der Mickys Zerstörungsversuche überlebt hat, durch ein aus Farbe und Verdünner gemischtes Portal in die durch diesen Vorfall zerstörte Welt Oswalds des lustigen Hasen ein und nimmt dabei eine Flasche Verdünner mit.
Viele Jahrzehnte nach diesem Vorfall hatte Micky mehr und mehr an Ruhm geerntet und alles vergessen, bis etwas, das wie der Blot aussieht, durch den Spiegel in sein Haus eindringt und ihn in die zerstörte, vergessene Welt entführt, die jetzt Wasteland genannt wird. Oswald hatte die ganze Zeit über seinen Willen und seinen Verstand durch jahrelanges Verstecken und seine Eifersucht auf Mickys Aufstieg zum Ruhm verdreht, ohne an den rätselhaften Mad Doctor zu denken, Dieser war früher Oswald gegenüber loyal, bevor er sich auf die Seite des Blots stellte. Mit ihm zusammen arbeitet er an einem Plan, Mickys Herz zu stehlen und zu benutzen, um dem Wasteland zu entkommen, denn die Bewohner Wastelands verlieren ihr eigenes Herz, wenn sie vergessen werden, und können es deshalb nicht selbst verlassen. Micky jedoch konnte sich vorher befreien, und verscheucht den Blot mit Yen Sids Pinsel, der ebenfalls ins Wasteland gefallen war, wodurch der verrückte Doktor zur Flucht gezwungen wird. Oswald, der sie dabei ausspioniert hatte, flieht ebenfalls und überlässt es Micky, den mittlerweile feindlichen mechanischen Arm des Mad Doctors abzuschalten.
Gus, der Anführer der Gremlins, die in Wasteland hauptsächlich als Mechaniker dienen, hilft Micky, den mechanischen Arm zu deaktivieren und aus Dark Beauty Castle zu fliehen, das dem Mad Doctor als Versteck diente. Micky bemerkt, dass er mit etwas Blot-Tinte getränkt war. Während seiner Reise durch das Wasteland wird Micky von Gus geführt und mit dem Pinsel bewaffnet, der es Micky ermöglicht, Farbe und Verdünner zu sprühen, mit denen er Objekte ausradieren oder einmalen kann, um Blotlings, die Brut des Blots, und Beetleworx, bösen Kreationen des Mad Doctors, bekämpfen kann. Nach der Reise durch das Dorf der Gremlins gelangte er zum Uhrturm, der ihn in den Wahnsinn treibt, nachdem er jahrelang das Lied It’s a Small World hören musste. Er schafft es zur Mean Street, wo die Bewohner von Wasteland hauptsächlich leben. Dort erfährt er, dass das Land einst ein friedlicher Ort war, bis sich ein Ereignis namens „Thinner Disaster“ ereignete, gefolgt von der Ankunft des Shadow Blots. Nachdem er Oswald an seinem Zufluchtsort in Mickeyjunk Mountain ausfindig gemacht hat, willigt dieser widerwillig ein, Micky bei der Flucht zu helfen. Dazu begeben sie sich zur Rakete TWA Moonliner in Tomorrow City, doch Oswald entdeckt, dass der Mad Doctor wichtige Teile daraus gestohlen hat, um sie für seine bösen Pläne zu verwenden. Also macht sich Micky auf den Weg, sie einzusammeln. Den ersten Teil erhält er zurück, nachdem er den korrupten Petetronic besiegt hat, eine Inkarnation von Kater Karlo basierend auf Sark aus Tron. Den nächsten gewinnt er, nachdem er eine animatronische Version von Captain Hook in Ventureland besiegt hat, und konfrontiert den Mad Doctor im Lonesome Manor. Nachdem er ihn besiegt hat, stellt sich heraus, dass er sich in einen Animatroniker verwandelt hat, der es ihm ermöglichen wird, den Aufstand der Blots zu überleben, bevor er in die Luft geschickt wird, nachdem Gus das letzte Raketenteil aus seinem Luftkissenfahrzeug geholt hat. Nachdem Oswald alle Teile erhalten hat, lässt er Micky dabei helfen, einen Blot-Angriff auf den Mickeyjunk Mountain abzuwehren.
Sobald die Bedrohung neutralisiert ist, erfährt Micky, dass der Blot, gegen den er gerade gekämpft hatte, zusammen mit allen Blotlings, denen Micky begegnet war, nur ein Tropfen des echten Blots waren. Oswald verrät, dass er und seine Freundin Ortensia versucht haben, den Blot in der Flasche mit Verdünner aus Yen Sids Werkstatt zu versiegeln (dieselbe Flasche, die ins Wasteland fiel und die Ursache für die Verdünner-Katastrophe war), aber Ortensia wurde dabei von dem Monster befallen und gelangte in einen inerten Zustand. Als Oswald versucht, offiziell mit Mickey befreundet zu sein, gesteht Mickey ihm, dass er der Grund für die Existenz des Blot und des Thinner-Desasters war. Oswald verliert die Beherrschung und beschädigt versehentlich den Korken, der die Flasche verschließt, wodurch Blot aus seiner Gefangenschaft entkommen kann. Der Blot nimmt Oswald und Gus gefangen und droht, sie zu töten, wenn Micky nicht zulässt, dass er sein Herz nimmt. Micky gibt sein Herz dem Monster hin, das dann Oswald und Gus gehen lässt und damit fortfährt, Wasteland weiter zu zerstören, indem er Tintententakeln, sogenannte Bloticles, verwendet, um die Farbe aufzusaugen. So zieht er in Mickys Welt weiter, um dort Chaos anzurichten.
Nachdem sie die Kleckse entfernt haben, versuchen Micky, Oswald und Gus, mit der Rakete, die jetzt repariert ist, das Monster zu erreichen, aber am Ende stürzt die Rakete in die Dark Beauty Castle, nachdem es seine Farbe absorbiert hat. Die Gruppe macht sich auf den Weg zur Spitze des Schlosses, wo sie die Streitkräfte des Blot besiegen. Dieser nimmt Oswald und Gus gefangen und zwingt Micky, in den Körper des Monsters einzudringen, um sie zu retten. Den drei gelingt es erfolgreich, den Blot mit einem mit Farbe beladenen Feuerwerk vom Schloss aus zu zerstören, und Micky gewinnt sein Herz zurück, bevor alle in die Luft fliegen. Oswald und Ortensia landen in der Mean Street, während Micky durch ein Portal geschickt wird, das ihn aus dem Wasteland zurück in Yen Sids Werkstatt führt. Nachdem der Shadow Blot zerstört ist, beginnt sich Wasteland zu regenerieren, während Farbe vom Himmel regnet und Oswald sich mit der wiederhergestellten Ortensia wiedervereinigt. Als Micky nach Hause zurückkehrt, verzaubert Yen Sid den Spiegel, um Micky die positiven Ergebnisse oder Konsequenzen seiner wichtigsten Entscheidungen im Spiel zu zeigen und ihm zu ermöglichen, ein letztes Mal mit Oswald zu kommunizieren, dem Duo, das sich nun als Brüder verbindet. Anschließend versiegelt Yen Sid den Spiegel, um zu verhindern, dass Micky seine Werkstatt erneut betritt und noch mehr Unheil anrichtet.
Kurz nachdem der Spiegel versiegelt wurde, entdeckt Micky, dass er immer noch etwas von der Blot-Tinte in sich hat, sodass die Möglichkeit besteht, dass er das Wasteland noch immer erreichen kann.

## Entwicklung
Das Creative Development Team von Buena Vista Games erarbeitete 2003 das ursprüngliche Konzept für Micky Epic. Als das Konzept Bob Iger, dem damaligen Präsidenten und COO, vorgestellt wurde, beklagte er, dass Disney nicht die Rechte an Oswald dem lustigen Hasen besitze und demnach das Spiel nicht produzieren konnte. Als er CEO wurde, machte er es sich zum Ziel, Oswald in den Besitz von Disney zu überführen. Seine Chance ergab sich 2006, als der Fernsehsportmoderator Al Michaels Interesse bekundete, sich der National Broadcasting Company (NBC) anzuschließen (die zu diesem Zeitpunkt mit dem Oswald-Eigentümer Universal Pictures fusioniert war), um Monday Night Football weiterhin Sunday Night Football zu nennen, obwohl er gerade erst einen langfristigen Vertrag mit dem zu Disney gehörenden Sender Entertainment and Sports Programming Network (ESPN) zur Fortsetzung des Formats als Monday Night Football geschlossen hatte. Iger initiierte einen Handel mit NBCUniversal, der es Michaels ermöglichen würde, im Austausch für die Rechte an Oswald und anderen kleineren Vermögenswerten aus seinem Vertrag entlassen zu werden. Disney Interactive Studios konnte erst 2007 einen Entwickler für das Spiel gewinnen, als Disney Warren Spectors Unternehmen Junction Point Studios erwarb. Etwa 130 Mitarbeiter der Junction Point Studios arbeiteten an diesem Spiel. Weitere 150 Personen aus der ganzen Welt haben zu dem Projekt beigetragen.
Das Spiel sollte ursprünglich für die PlayStation 3 und Xbox 360 erscheinen, und sein Name war sein Arbeitstitel. Die Entwicklung für die Wii begann im Jahr 2008. Als die Idee einer Wii-Portierung des Spiels aufkam, antwortete Spector, dass eine direkte Wii-Portierung nicht realisierbar sei, und bemerkte, dass viele der „Designideen auf der Wii einfach nicht funktionieren werden. Wir müssen der Wii gerecht werden.“ Graham Hopper von Disney Interactive Studios schlug daraufhin vor, die Entwicklung der PS3- und Xbox-360-Versionen komplett einzustellen und sie stattdessen ausschließlich auf der Wii zu veröffentlichen.
Im Vergleich zur Kingdom-Hearts-Serie, einem ähnlichen Videospiel-Franchise des japanischen Videospielunternehmens Square Enix, das moderne Disney-Figuren mit ihren eigenen Final-Fantasy-Figuren kombiniert, legt Micky Epic den Schwerpunkt auf Retro-Vintage- und lange verschollene Disney-Figuren, die viel früher geschaffen wurden und bezieht mehr Handlungselemente aus dem Film Fantasia als aus Final Fantasy. In Kingdom Hearts II basierte ein Ort auf dem Cartoon Steamboat-Willie aus den 1920er-Jahren, aber ansonsten wurde der Rest des Spiels von neueren Charakteren besetzt.
Micky erhält in diesem Spiel ein Charakter-Redesign, das versucht, ihm einen Retro-Look zu verleihen, und das Spiel verwendet eine Animations-Engine, um die „dehnbare Athletik“ von Cartoons nachzubilden. Die 2D-Filmsequenzen wurden von Powerhouse Animation Studios erstellt, und das Spiel nutzt die Engine Gamebryo von Emergent Game Technologies. Warren Spector erklärte, dass Micky Epic als Trilogie geplant war. Eine frühe Idee für das Spiel war, dass Micky ein wütenderes Aussehen annehmen sollte, wenn er in der Scrapper-Manier gespielt wird. Diese Idee wurde verworfen, nachdem Spector entschied, dass sie Micky zu sehr von der Wahrnehmung der Figur durch die Leute ablenken würde. Stattdessen sieht Micky tintenverschmiert aus.
Marvel Comics veröffentlichte einen Prequel-Comic basierend auf Micky Epic mit dem Titel Disney’s Epic Mickey: Tales of the Wasteland. Es konzentriert sich auf Mickys Halbbruder Oswald, den lustigen Hasen, und gibt einen Einblick, wie Wasteland vor Mickys Erscheinen und der Verdünner-Katastrophe aussah. Ursprünglich auf Disneys Digicomics-Plattform für iOS-Produkte vertrieben, erschien Ende August 2011 eine Druckversion. Im September 2011 wurde außerdem ein Kunstbuch, The Art of Epic Mickey, veröffentlicht sowie Verpackung, eine spezielle DVD mit Blick hinter die Kulissen, eine Micky-Vinylfigur, ein Skin für die Wii-Fernbedienung und Skins für die Wii-Konsole.
Das Spiel wurde einige Wochen vor dem offiziellen Veröffentlichungsdatum von Warez-Gruppen geleakt. Nach Férias Frustradas do Pica-Pau (nur in Brasilien veröffentlicht) ist Micky Epic Oswalds zweiter Auftritt in Videospielen.
Die Spielmusik wurde vom amerikanischen Komponisten James Dooley komponiert. Zusätzlich zu seinen Originalwerken erscheinen im Laufe des Spiels arrangierte Versionen von Disney-Musik, die wiederum Nachbildungen älterer Disney-Cartoons waren. X-Play kürte ihn später zum „Besten Soundtrack des Jahres 2010“. Dooleys Partitur wurde am 21. Dezember 2010 digital über iTunes und Amazon veröffentlicht.

## Vermarktung

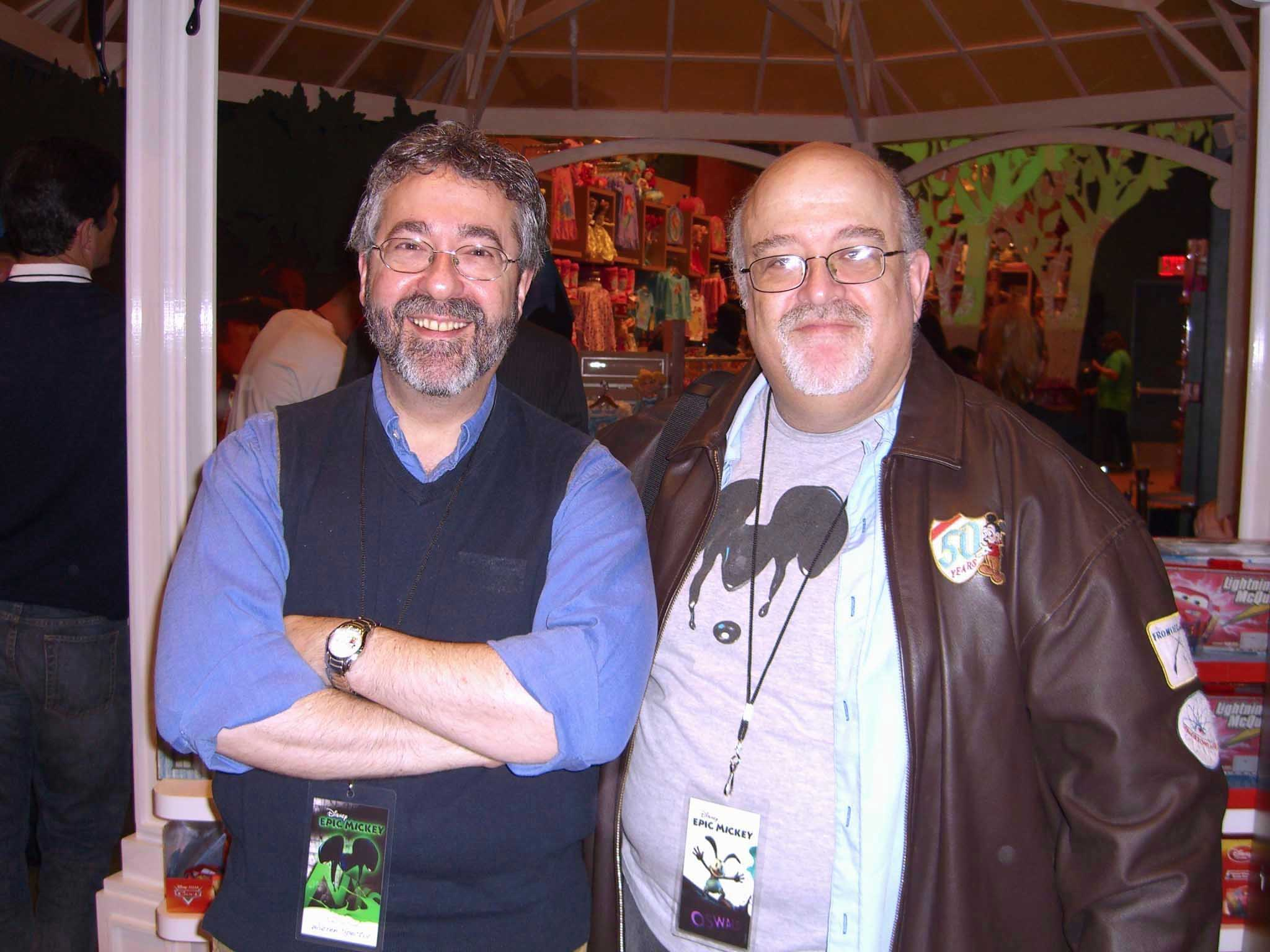
Spiele-Designer Warren Spector und Autor Peter David, die zwei der Begleitprodukte des Spiels geschrieben haben, bei der Launch-Party am Disney Store am Times Square (30. November 2010)

Der Autor Peter David, der 2010 die exklusiven Schreibrechte für die zu Disney gehörenden Marvel Comics hatte, schrieb eine Graphic-Novel-Adaption von Micky Epic und das Prequel-Digicomic Disneys Epic Mickey: Tales of Wasteland. Disney bewarb die Veröffentlichung des Spiels auch mit einer Launch-Party im Disney Store im Times Square in Manhattan am 30. November 2010, dem Tag der Veröffentlichung des Spiels. Bei der Party waren der Designer Warren Spector, Peter David und die Schauspieler Jennifer Grey und Kyle Massey anwesend, die kürzlich die elfte Staffel der US-amerikanischen Serie Dancing with the Stars abgeschlossen hatten, die auf dem Disney-Sender ABC (American Broadcasting Company) ausgestrahlt wird.

## Rezeption
Mickey Epic erhielt laut dem Review-Aggregator Metacritic „gemischte oder durchschnittliche Kritiken“.
IGN gab dem Spiel eine Punktzahl von 8/10 und kritisierte Kamera, Kontrollprobleme und die mangelnde Sprachausgabe, lobte jedoch den Charme, die Geschichte, das künstlerische Design und die andauernde Attraktion für die Spieler. Die beiden Moderatoren der Videospiel-Talkshow Good Game gaben dem Spiel eine 6 und 7 von 10 Punkten. Sie verglichen die Fähigkeiten des Pinsels mit denen des Wasserstrahl-Pakets von Super Mario Sunshine und fanden es frustrierend, dass die Levels nach Verlassen wieder auf ihren ursprünglichen Zustand zurückgesetzt wurden. Positiv zu vermerken ist, dass es „nicht so ‚düster‘ oder ‚adult‘ ist, wie der Hype es dargestellt hat ... Ich schätze, es ist schließlich ein Kinderspiel, aber zumindest ein intelligentes Spiel. Es kommt nicht annähernd an die Komplexität und den Spaß von etwas wie Super Mario Sunshine heran, von dem es meiner Meinung nach einige Ideen übernommen hat.“ Shirley Chase von GameZone lobte das Spiel für die Nutzung der Disney-Geschichte, fügte jedoch hinzu, dass das Spiel zahlreiche Mängel aufwies und sagte: „Trotz all seiner guten Seiten weist Disney Epic Mickey einige eklatante Mängel auf, die dazu führen können, dass sich das Spiel so anfühlt wie eine lästige Pflicht. Das auffälligste Problem ist die Kamera, die zu mehr billigen Todesfällen als alles andere führen wird.“ In einer Rezension für GamesRadar+ lobte Chris Antista, der den Artikel als „eingefleischter Disney-Idiot“ begann, das Videospiel als „durchaus herzerwärmenden Gruß an Disney“ und dass er „nicht so Hals über Kopf in Look, Gefühl und Spiel eines Third-Person-Plattformspiels seit dem ursprünglichen Banjo-Kazooie verliebt sei“. G4TV kürte es außerdem zum „Besten Wii-Spiel“. Giant Bomb gab eine negative Bewertung mit 2/5 Sternen ab und sagte: „Achten Sie aber nicht auf diese gestiegenen Erwartungen: Auch für sich genommen ist Epic Mickey ein Plattformspiel, bei dem man das Gefühl hat, eine Generation zurückgeblieben zu sein, obwohl es gerade genug Inspirationsblitze hat, um einen zu fesseln und ständig seines verschwendeten Potenzials bewusst zu sein.“
Nach der Veröffentlichung am 26. November in Großbritannien schaffe es Micky Epic nicht, die Top 40 des Vereinigten Königreichs und nicht einmal die Top 10 der Wii-Verkaufscharts zu erreichen. Am 30. November 2010, zum Veröffentlichungstermin in Nordamerika, war das Spiel auf der Disney-Store-Website am Nachmittag vollständig ausverkauft. Das Spiel wurde im ersten Monat 1,3 Millionen Mal verkauft. Bis Juni 2011 wurden in Nordamerika und Europa zusammen 2 Millionen Exemplare des Spiels verkauft.

## Fortsetzung und Remake
Im August 2011 veröffentlichte Destructoid einen Artikel, in dem spekuliert wurde, dass sich eine Fortsetzung, Micky Epic 2, in der Entwicklung befinde, und mögliche Box-Artworks für das Spiel gezeigt wurden. Diese Gerüchte wurden noch verstärkt, als Disney France und Warren Spector die französischen Medien zu einem „epischen Projekt“ einluden, das am 27. März 2012 stattfand. Das Magazin Nintendo Power äußerte sich ebenfalls zu dem Gerücht und erklärte, dass ihre April-Ausgabe 2012 Folgendes enthalten würde: „streng geheime“ Titelvorschau, wobei die Vorschau für die Ausgabe ein verkleinertes Bild von Oswald dem lustigen Hasen zeigt. GameTrailers erklärte außerdem, dass ihre Folge vom 22. März 2012 eine „weltexklusive Vorschau auf Warren Spectors neues episches Abenteuer“ enthalten und diese „besonders bedeutsam“ sein würde. Warren Spector selbst äußerte sich ebenfalls zur Entwicklung des Spiels und verriet, dass er „ein Team von über 700 Leuten hatte, die an der Fortsetzung arbeiteten“. Daraufhin veröffentlichte das offizielle französische Nintendo-Magazin am 20. März 2012 einen Kommentar auf Twitter, in dem es enthüllte, dass Disney Pläne hatte, einen Begleiter zur Hauptfortsetzung für den Nintendo 3DS zu entwickeln, unter dem Namen Epic Mickey: Power of Illusion.
Warren Spector bestätigte die Gerüchte offiziell und gab bekannt, dass die Fortsetzung Micky Epic: Die Macht der 2 heißen soll. Spector ging auch direkt auf die Kameraprobleme ein, die die Rezensenten im ersten Spiel kritisierten, und erklärte, dass „sie bis zu dem Tag daran arbeiten werden, an dem wir das zweite Spiel veröffentlichen. Es wurden über 1.000 spezifische Änderungen an der Kamera vorgenommen. Unser Ziel ist es, dass Sie die manuellen Kamerasteuerungen nicht ein einziges Mal berühren müssen, um den Pfad der Hauptstory dieses Spiels durchzuspielen.“ Spector enthüllte auch, dass das Spiel Sprachausgabe und Musikeinlagen enthalten sollte, die im ersten Spiel nicht vorhanden waren. Spector sagte: „Ich bin ein echter Musical-Freak, ich liebe die Co-Op- und Next-Gen-Sachen, aber für mich ist es magisch, wenn ein Charakter in ein Lied einsteigt, was in diesem Spiel regelmäßig vorkommt.“ Spector kommentierte auch die Co-Op-Funktionen der Fortsetzung: „Es ist ein Drop-In- und Drop-Out-Co-Op-Modus. Sie können sich jederzeit mit einem Freund zusammensetzen, der Mickey spielt, und Sie können die Kontrolle über Oswald übernehmen. Wenn Sie als Einzelspieler spielen, wird Oswald jede Sekunde des Spiels dabei sein. Er ist nicht nur ein Multiplayer-Charakter. Er ist ein Helfer, egal ob du alleine oder mit einem Freund oder Familienmitglied spielst.“ Wasteland selbst wird alte Gebiete umfassen, die durch Erdbeben und andere Naturkatastrophen zerstört wurden, sowie neue Gebiete, beispielsweise eines, das auf Disneylands Frontierland basiert. Micky Epic: Die Macht der 2 wurde auf Wii, PlayStation 3, Xbox 360, Microsoft Windows, PlayStation Vita und Wii U veröffentlicht.
Im Februar 2024 kündigte Disney in Kooperation THQ Nordic die Veröffentlichung von Epic Mickey: Rebrushed an. Das Remake auf Basis der Unreal Engine wurde vom österreichischen Studio Purple Lamp für PlayStation 4, PlayStation 5, Xbox One, Xbox Series, Switch und Windows entwickelt.